# Dimos Skopelos
Dimos Skopelos (Skopelos) är en kommun i Grekland.   Den ligger i prefekturen Nomós Magnisías och regionen Thessalien, i den östra delen av landet, 130 km norr om huvudstaden Aten. Antalet invånare är 4 706. Dimos Skopelos ligger på ön Nisí Skópelos.